# Denis Eradiri
Denis Eradiri (né le 24 octobre 1983 à Pleven en Bulgarie) est un athlète bulgare, spécialiste du saut en longueur.
Il mesure 1,83 m pour 93 kg. Le 11 juin 2015, il porte son record personnel à 8,01 m à Sofia. Son précédent record était de 7,95 m, obtenu le 24 mai 2012 toujours à Sofia.